# Катастрофа L-410 в Иркутской области

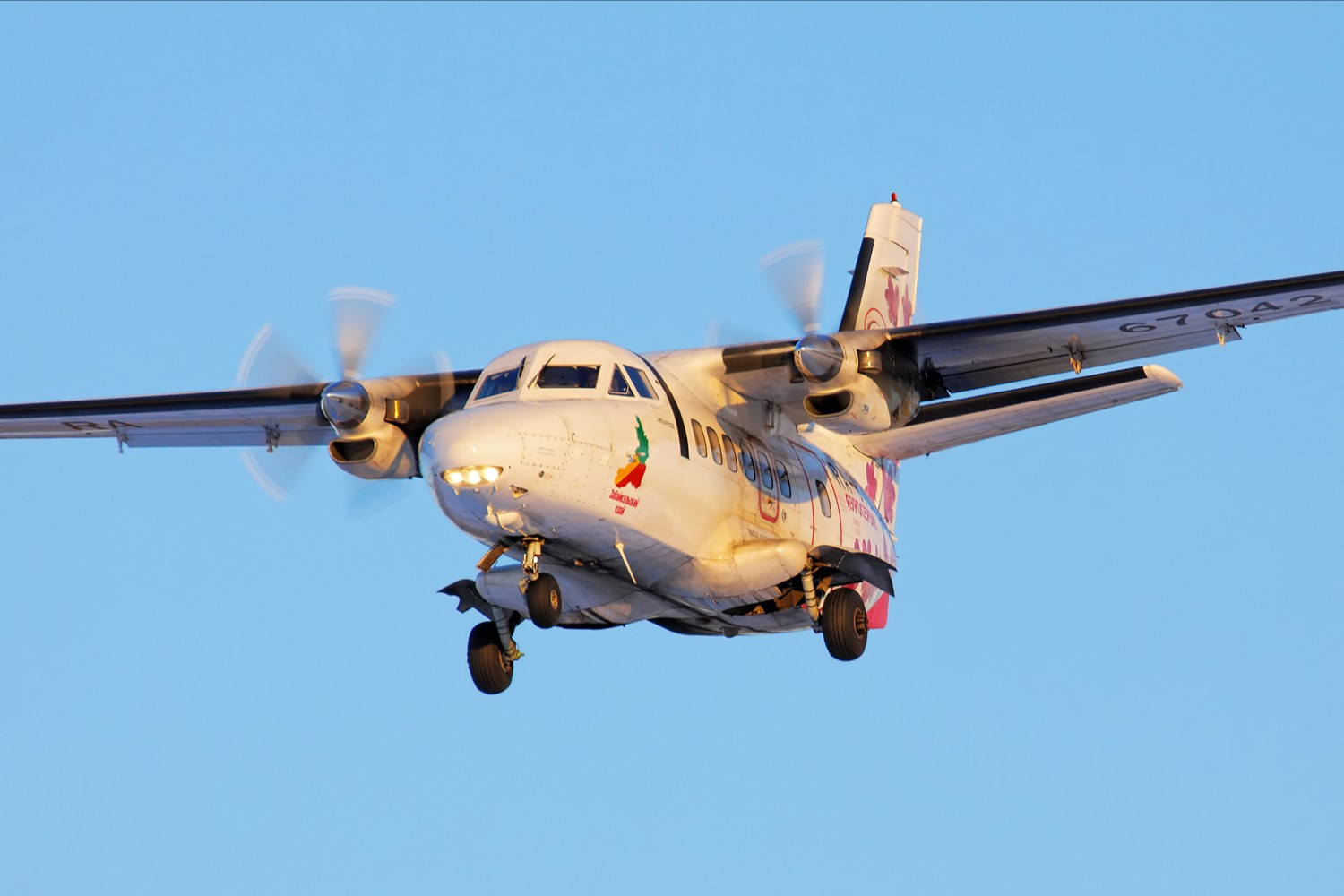
Разбившийся самолёт за 1 год и 6 месяцев до катастрофы (на заходе на посадку в аэропорту Иркутск)

Катастро́фа L-410 под Каза́чинским — авиационная катастрофа, произошедшая вечером 12 сентября 2021 года на территории Иркутской области Российской Федерации. Авиалайнер Let L-410UVP-E20 (2014 года выпуска) российской авиакомпании «Аэросервис», выполнявший внутренний рейс ДУ-51 по маршруту Иркутск—Казачинское, совершил жёсткую посадку в 4 километрах от аэропорта пункта назначения. Из находившихся на его борту 16 человек (14 пассажиров и 2 членов экипажа) погибли 4 человека (3 пассажира и 1 пилот), остальные ранены. Конструкция самолёта деформирована, но пожара на борту не было.

## Информация о самолёте
Самолёт Let L-410UVP-E20 (бортовой номер RA-67042, серийный — 2916) был выпущен в 2014 году. Сборный рейс авиакомпаний «СиЛА» и «Аэросервис») совершал рейс СЛ-51 Иркутск—Казачинское.

## Экипаж и пассажиры
- Командир воздушного судна (КВС) — Николай Махнутин, на момент авиакатастрофы налетал более 5600 часов, из них 483 часа будучи КВС;

- Второй пилот — Владимир Черненко, погиб в авиакатастрофе.

В авиакатастрофе также погибли 3 пассажира:
- Александр Андреев;
- Татьяна Попович;

- Виталий Гужва

Все остальные люди на борту, включая КВС и пассажиров (12 человек) смогли выжить.

## Катастрофа
Самолёт L-410 совершал рейс СЛ-51 Иркутск—Казачинское. По предварительным данным, он вылетел со значительной задержкой. На борту находились два члена экипажа и 16 пассажиров. Обычно полет по этому маршруту занимает около полутора часов. Сообщение о катастрофе поступило в МЧС в 23:15 по местному времени (18:15 по Москве).
Самолет упал примерно в четырёх километрах от села Казачинское, с небольшой высоты на остров в реке в условиях плотного тумана. По предварительным данным, L-410 в момент падения выполнял повторный заход на посадку после ухода на второй круг в условиях плохой видимости.
Погибли четыре человека, в том числе второй пилот, один из пассажиров был госпитализирован в критическом состоянии.
15 сентября было объявлено в Иркутской области днём траура.

## Расследование
Транспортная прокуратура начала проверку по факту происшествия. На месте катастрофы были обнаружены бортовые самописцы. Возбуждено уголовное дело о нарушении правил безопасности эксплуатации транспорта.
13 сентября 2021 года МАК сформировал комиссию по расследованию авиакатастрофы.
Изначально, предварительной версией были названы отказ техники в особых погодных и климатических условиях.
В январе 2022 года был опубликован промежуточный отчёт МАК. 
Полет проходил в штатном режиме, в 14:19 экипаж начал снижение. Дежурные в Казачинском доложили пилотам об обстановке на аэродроме. Уже в 14:32 экипаж заметил туман в районе посадки, через минуту были выпущены шасси. Заход на посадку выполнялся на автопилоте. В процессе снижения экипажем не полностью были выполнены процедуры, предусмотренные правилами посадки. Командир воздушного судна не подал команду на выпуск закрылков, в результате чего заход на посадку выполнялся с убранными закрылками.
На связь с экипажем вышел дежурный аэродрома Казачинское. Он отметил, что видимость в районе населенного пункта менее 1 тысячи метров. Командир самолета принял решение уйти на второй круг и предпринял повторный уход на посадку. В процессе ухода на второй круг экипаж не убрал шасси и не выполнил процедуры, предусмотренные правилами посадки. Экипаж вышел на посадочный курс, однако командир заключил, что «не попадаем». Только с удаления в один километр экипажу удалось увидеть наземные ориентиры. По правилам авиакомпании, к моменту прохода высоты 150 метров положение и конфигурация самолета не удовлетворяли критериям стабилизированного захода.
Третий заход на посадку выполнялся методом отворота на расчетный угол, с последующим правым доворотом и выходом на посадочный курс. Полет проходил на высоте 450 метров. После выхода на посадочный курс экипаж не выполнил необходимые процедуры. Конфигурация самолета была: шасси выпущены, закрылки убраны, автопилот включен. Заход на посадку на конечном участке выполнялся значительно правее продолженной оси взлетно-посадочной полосы. В 14:51 самолет столкнулся с препятствиями на высоте 50 метров.

25.03.2024 г. опубликован окончательный отчёт МАК. 

На п. п. Казачинское имеется ГМС «Казачинское» ФГБУ «Иркутское УГМС»,
которая из-за отсутствия ориентиров не определяет значения видимости в ночное время. По
данным ГМС «Казачинское» фактическая погода за 15:00:
Ветер у земли - тихо.
Видимость - не определена.
Облачность - отсутствует.
Температура воздуха - плюс 2.6 °С.
Температура точки росы - плюс 2.3 °С.
Давление, приведенное к среднему уровню моря - 1018.5 гПа.
В АМЦ Иркутск 12.09.2021 в период с 12:00 до 18:00 поступила следующая
штормовая информация с ближайших от места АП гидрометеорологических станций
ФГБУ «Иркутское УГМС»:
ГМС Киренск за 15:20 ухудшение видимости из-за дымки, видимость 2 км;
ГМС Киренск за 16:46 ухудшение видимости из-за дымки, видимость 1 км;
ГМС Казачинское 17:27 ухудшение видимости из-за тумана, видимость 500 м
(при этом, как указывалось выше, на данной ГМС ориентиры для
определения видимости в ночное время отсутствуют);
ГМС Киренск за 17:43 ухудшение видимости из-за тумана, видимость 500 м.
Метеообеспечение полетов осуществлялось в соответствии с требованиями
нормативных документов.
Воздушное пространство в районе посадочной площадки относится к классу G.
Орган ОВД на площадке отсутствует. Согласно АНППП, утвержденному
директором МУП «Посадочная площадка Казачинск» и зарегистрированному в ЗС МТУ
Росавиации 28.05.2020, ответственность за соблюдение правил и порядка взлетов, посадок
и стоянки несет командир ВС (пилот). Передачу экипажам условий захода на посадку
осуществляет информатор по радиостанции (частота 133.0 МГц, позывной «Волна»).
На момент АП в АИП данные о посадочной площадке были опубликованы в
разделе АД 4, только краткая информация
Посадочная площадка принимает самолеты категории А и вертолеты. Самолет
L 410 UVP-E20 относится к категории А.
Согласно АНППП, на площадке установлены метеоминимумы:
ПВП днем: Ннго - 300 м, Lвид. - 2000 м; ПВП ночью: Ннго - 300 м, Lвид. - 4000 м.
На месте АП были обнаружены два приемника GPS Garmin GNS-430W,
установленных на приборной панели КВС и 2-го пилота. В результате исследований,
проведенных в лаборатории МАК, были получены данные о пользовательских точках и
планах полета, сохранившиеся в энергонезависимой памяти приемников. 
Зарегистрированные пользовательские точки были нанесены на карту, в результате
чего было установлено, что положение точек не соответствует фактическим координатам
торцов и КТА п. п. Казачинское. Точка KZ22, на которую, по показаниям КВС,
осуществлялась навигация и соответствующая торцу ВПП22, расположена на
удалении ≈ 420 м севернее торца ВПП22 и правее продолженной оси ВПП на 260 м.
Координаты точки UITK, соответствующей КТА, также отличаются от фактических.
Координаты, зарегистрированные системой EGPWS самолета L 410
UVP-E20 RA-67042 в аварийном полете, не изменялись (были
«заморожены») и соответствовали точке, расположенной на Братском
водохранилище (~360 км от п. п. Казачинское).
Согласно ответу специалистов фирмы Honeywell, одной из вероятных причин
«заморозки» данных о местоположении ВС могло быть состояние антенны встроенного
приемника GPS (коррозия, обрыв, отсутствие контакта, неправильный выбор антенны
GPS12, изъяны в кабеле подключения антенны и т. п.). Отмеченная неисправность была
определена системой встроенного контроля EGPWS (регистрировалось сообщение
«Internal GPS Failed» («Отказ встроенной GPS»)).
За время неисправности системы полеты на ВС RA-67042 выполнялись двумя
экипажами, включая экипаж, выполнявший аварийный полет. Записи в бортжурнале о
неисправности в системе EGPWS отсутствуют, соответствующий дефект по MEL открыт
не был. 
В целом, проведенная экипажем предпосадочная подготовка носила формальный
характер. Фактически не были озвучены остаток топлива, запасной аэродром, рассчитанная
посадочная масса и центровка самолета. Не были рассмотрены расположение и высоты
опасных для полета препятствий в районе аэродрома, в секторах захода на посадку и ухода
на второй круг, также не было информации о давлении на аэродроме назначения. Кроме
того, КВС озвучил метеоминимум захода на посадку: «200 на 3» (200 x 3000 м), при этом,
согласно Аэронавигационному паспорту посадочной площадки Казачинское,
метеоминимум для ВС категории А для полетов по ПВП ночью составляет 300 x 4000 м.
Также неправильно была указана технология ухода на второй круг: согласно схеме (Рис. 7),
при уходе на второй круг при заходе с курсом МК = 40о установлен набор по прямой
Нотн = 150 м, далее правым разворотом набор Нотн = 250 м. Также следует отметить, что в
РПП ООО «Аэросервис», в части С главы 3 «Эксплуатационные минимумы», не
опубликованы минимумы для взлета и посадки по ПВП ночью на ВПП 04/22 посадочной
площадки Казачинское.
В процессе проведения предпосадочной подготовки в распоряжении экипажа
имелась только информация о фактической погоде на п. п. Казачинское, полученная перед
вылетом из аэропорта Иркутск (на момент времени 12:26). Согласно этой информации
метеоусловия на п. п. Казачинское позволяли выполнять заход на посадку по ПВП.
В 14:37:06, на высоте (Hотн.) примерно 400 м и удалении около 4 км до торца
ВПП 04, зарегистрирована фраза 2П: «О, у них тут х.ёво дело». Данная фраза, наиболее
вероятно, относилась к видимости и может свидетельствовать об отсутствии визуального
контакта с ВПП. Наиболее вероятно, погодные условия в районе п. п. Казачинское не
соответствовали для полетов по ПВП ночью и были ниже установленного в АНППП
значения метеоминимума (Ннго – 300 м, Lвид – 4000 м). Экипаж на данном этапе
прекращение захода на посадку и переход на ППП не обсуждал.
В 14:38:14, практически сразу после перевода самолета в набор высоты,
зарегистрированы следующие переговоры экипажа и информатора:
И: «Ты полосу-то видишь?»
2П: «Нет».
2П: «А, вон она справа».
КВС: «Слева, нет, вон слева».
2П: «Ага, слева».
В момент установления визуального контакта с ВПП самолет находился на высоте
около Нист = 140 м и боковом уклонении ~ 260 м вправо от оси ВПП (Рис. 25). Данный
диалог свидетельствует о том, что, наиболее вероятно, фактическая видимость в районе
п. п. Казачинск была менее 1000 м, что значительно ниже установленного в АНППП
значения метеоминимума.
Несмотря на то, что метеоусловия не соответствовали ПВП и метеоминимуму
п. п. Казачинское, экипаж принял решение на выполнение повторного захода на посадку.
Вариант ухода на запасной аэродром при этом не рассматривался. Запас топлива на борту
был достаточным для ухода на запасной аэродром.
Причиной авиационного происшествия с самолетом L 410 UVP-E20 RA-67042
явилось несоблюдение экипажем правил визуальных полетов ночью, выразившееся в
выполнении захода на посадку при видимости ниже установленных минимальных
значений, что привело к столкновению с естественными препятствиями в управляемом
полете.
Способствующими факторами авиационного происшествия, наиболее вероятно,
явились:
несоответствие координат торцов ВПП п. п. Казачинское в приемниках GPS КВС и
второго пилота их фактическим значениям, что привело к неправильному расчету на
посадку;
непринятие КВС своевременного решения об уходе на запасной аэродром при наличии
у него информации о несоответствии метеоусловий установленным минимальным
значениям. Индивидуальные психологические особенности личности КВС позволяли
ему принимать лидерские решения, но в случае их ошибочности он не обладал
способностями к их коррекции и был склонен к неоправданно рискованным, опасным
решениям;
использование экипажем автопилота на заключительном этапе полета, что не
соответствовало положениям РЛЭ. Выбранные режимы работы автопилота
существенно снизили ситуационную осведомленность экипажа. Фактически, снижение
выполнялось значительно правее продолженной оси ВПП над местностью, на которой
отсутствовали световые ориентиры;
отсутствие должного взаимодействия в экипаже и недостаточный контроль за
параметрами полета.

## Последствия
После прекращения авиасообщения (единственно легкодоступного) в регионе возникли проблемы со снабжением.